# Obraztsóvoye
Obraztsóvoye (del ruso: Образцо́вое) es un pueblo (selo) del raión de Guiaguínskaya en la república de Adiguesia de Rusia. Está situado 10 km al este de Guiaguínskaya y 31 km al nordeste de Maikop y pertenece al municipio Airiumovskoye. Tenía 342 habitantes en 2010.